# Mattea Meyer
Mattea Julia Meyer (Basilea, 9 de noviembre de 1987) es una política suiza, miembro del Consejo Nacional Suizo y copresidenta del Partido Socialista Suizo (SP).

## Biografía
Mattea Meyer nació en Basilea, pero su familia se mudó a Winterthur, en el cantón de Zúrich. Estudió historia, geografía y ciencias políticas en la Universidad de Zúrich entre 2007 y 2015. Obtuvo una maestría en Geografía Humana y Económica de la Universidad de Zúrich en 2015. Durante sus estudios, estuvo un semestre en la Universidad de Aix-Marsella, donde experimentó protestas de los profesores y estudiantes de la Universidad.
De 2009 a 2013 fue vicepresidenta de los Jóvenes Socialistas de Suiza. De 2011 a 2015 fue miembro del Gran Consejo del Cantón de Zúrich. En 2015 fue reelegida en su circunscripción con el mejor resultado de su partido, pero en abril de 2015, el partido cantonal la nominó como candidata para las elecciones del Consejo Nacional de 2015. Desde el 30 de noviembre de 2015, representa al SP en el Consejo Nacional de Suiza y renunció como concejala cantonal. En su primera legislatura en el Consejo Nacional fue miembro de la Comisión de Finanzas y de la Comisión de Inmunidad del Consejo Nacional. En las elecciones parlamentarias de 2019, Meyer fue reelegida como diputada federal. En su segunda legislatura se sentó en la comisión de salud y seguridad social (SGK) y permaneció en la comisión de inmunidad. En diciembre de 2019, Meyer anunció que, junto con Cédric Wermuth, sería candidata a la presidencia federal del SP. Sucediendo a Christian Levrat, fueron elegidos el 17 de octubre de 2020.

## Posiciones políticas
Meyer es una política de izquierda y ve al SP defendiendo mucho más la política de izquierda que los demás partidos socialdemócratas europeos. Promueve un enfoque acogedor hacia los solicitantes de asilo que ve como una respuesta normal para un país que exporta armas a zonas de guerra. Durante la pandemia de COVID-19, exigió que los gobiernos federal y cantonal (provincial) anunciaran sus medidas de manera coordinada.  Meyer defiende la libertad de expresión y asumió la paternidad de la activista política bielorrusa Anastasiya Mirontsava.